# Shuncheng
Shuncheng är ett stadsdistrikt och säte för stadsfullmäktige i Fushun i Liaoning-provinsen i nordöstra Kina.